# Erycibe sumatrensis
Erycibe sumatrensis är en vindeväxtart som beskrevs av Merrill. Erycibe sumatrensis ingår i släktet Erycibe och familjen vindeväxter. Inga underarter finns listade i Catalogue of Life.